# 361

361(삼백육십일)은 360보다 크고 362보다 작은 자연수다.

## 수학
- 합성수로, 그 약수는 1, 19, 361이다. 진약수의 합은 20이므로, 361은 부족수다.
  - 114번째 반소수다. 앞의 반소수는 358, 다음 반소수는 362이다.
- 19번째 제곱수(192)다. 앞의 제곱수는 324, 다음은 400이다.
- 16번째 중심있는 삼각수다. 앞의 중심있는 삼각수는 316, 다음은 409다.
- {\displaystyle 361=6^{2}+10^{2}+15^{2}}
  - 연속하는 세 삼각수의 제곱합으로 나타낼 수 있으며, 이 성질을 지닌 앞의 수는 145, 다음 수는 766이다.
- {\displaystyle 68^{3}-1}은 361로 나누어떨어진다.

## 과학
- NGC 361(영어판): 큰부리새자리 방향에 있는 산개성단.

## 교통
- 일본 361번 국도(일본어판): 기후현 다카야마시에서 나가노현 이나시까지 이어지는 일본의 국도.
- 현도 제361호선

## 군사
- U-361(영어판): 제2차 세계 대전에 사용된 나치 독일의 군용 잠수함.

## 문화유산
- 대한민국의 보물 제361호: 양평 보리사지 대경대사탑비
- 대한민국의 사적 제361호: 서울 영휘원과 숭인원

## 기타
- 연도: 361년, 기원전 361년
- 바둑의 착점 수는 361개(19 × 19)다.
- 361도(영어판): 중화인민공화국의 운동복 브랜드.